# Gerhard Ludwig Müller
Gerhard Ludwig Müller (ur. 31 grudnia 1947 w Finthen) – niemiecki duchowny rzymskokatolicki, doktor nauk teologicznych specjalizujący się w teologii dogmatycznej, biskup diecezjalny Ratyzbony w latach 2002–2012, przewodniczący Papieskiej Komisji „Ecclesia Dei” w latach 2012–2017, arcybiskup ad personam od 2012, prefekt Kongregacji Nauki Wiary w latach 2012–2017, kardynał od 2014 (najpierw w stopniu diakona, w 2024 promowany do stopnia prezbitera).

## Życiorys
Studiował na uniwersytetach w Moguncji, Monachium i Fryburgu Bryzgowijskim. W 1977 uzyskał doktorat z teologii dogmatycznej na podstawie pracy Kościół i sakramenty w bezreligijnym chrześcijaństwie. Wkład Bonhoeffera w sakramentologii ekumenicznej napisanej pod kierownictwem Karla Lehmanna. Święcenia kapłańskie otrzymał 11 lutego 1978 z rąk kardynała Hermanna Volka, po czym był wikariuszem i katechetą w Klein-Krotzenburg, Bürstadt i Offenbach am Main.

### Kariera akademicka
Równolegle do swojej posługi duszpasterskiej Müller habilitował się pod kierunkiem Karla Lehmanna, przedstawiając rozprawę habilitacyjną na temat Komunia i nabożeństwo do świętych. Historyczne i systematyczne podstawy hagiologii, która została przyjęta w 1985 roku na Uniwersytecie Albrechta i Ludwika we Fryburgu.
W 1986 roku Müller został profesorem teologii dogmatycznej na Uniwersytecie Ludwika Maksymiliana w Monachium, gdzie do dziś pozostaje profesorem honoris causa. Do głównych obszarów jego badań należą teologia ekumeniczna, nowożytność, rozumienie objawienia, hermeneutyka teologiczna, kapłaństwo i diakonat.
Ponadto Müller pełnił lub nadal pełni funkcje profesora wizytującego m.in. w Madrycie, Santiago de Compostela, Cuzco, Rzymie, Filadelfii, Kerali, Salamance, Lugano oraz São Paulo. W 1999 roku uczestniczył jako doradca teologiczny (peritus) w II Specjalnym Zgromadzeniu Synodu Biskupów dla Europy, a w 2001 roku w X Zwyczajnym Zgromadzeniu Ogólnym Synodu Biskupów. W latach 1998–2002 był członkiem Międzynarodowej Komisji Teologicznej.

### Biskup diecezjalny Ratyzbony

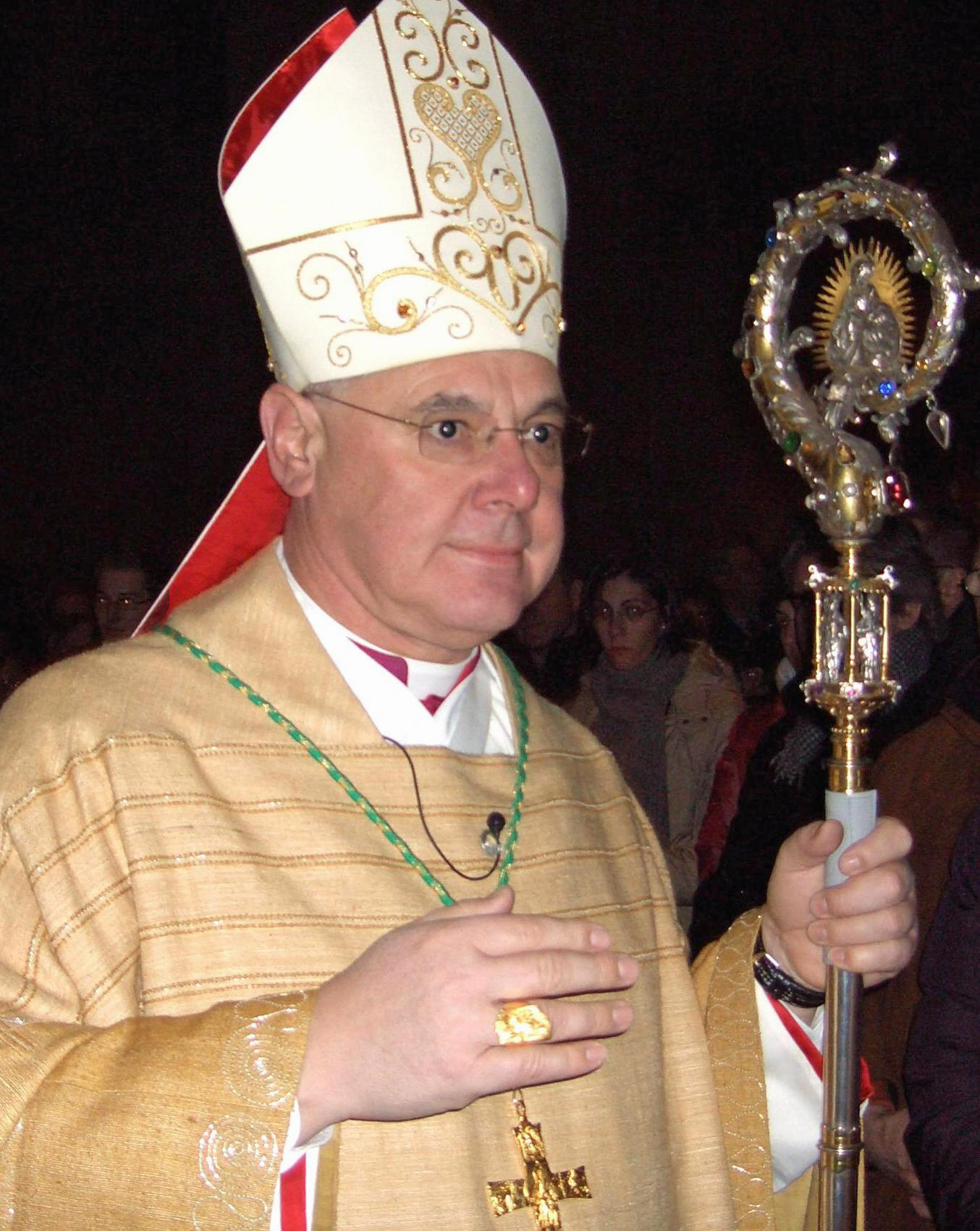
Zdjęcie Gerharda Ludwiga Müllera, biskupa Ratyzbony, zrobione podczas mszy św. w noc Bożego Narodzenia (2006)

1 października 2002 Jan Paweł II mianował go biskupem diecezjalnym Ratyzbony. Sakry biskupiej udzielił mu arcybiskup Monachium – kard. Friedrich Wetter. 12 września 2006 gościł w Ratyzbonie papieża Benedykta XVI podczas jego pierwszej podróży apostolskiej do Niemiec. W 2007 został mianowany członkiem Kongregacji Nauki Wiary, a od 2009 również członkiem Papieskiej Rady ds. Kultury.

### Prefekt Kongregacji Nauki Wiary
2 lipca 2012 papież Benedykt XVI mianował go prefektem Kongregacji Nauki Wiary w miejsce odchodzącego na emeryturę kard. Williama Levady. Jednocześnie jako prefekt Kongeregacji Nauki Wiary został także przewodniczącym Papieskiej Komisji Ecclesia Dei, Papieskiej Komisji Biblijnej oraz Międzynarodowej Komisji Teologicznej. Tego samego dnia papież podniósł go do godności arcybiskupa. Mianowany kardynałem przez papieża Franciszka na konsystorzu 22 lutego 2014. Papież Franciszek z dniem 1 lipca 2017 roku zwolnił go z funkcji Prefekta Kongregacji Nauki Wiary. 
Müller po zwolnieniu otwarcie skrytykował papieża, który – jak stwierdził – „w ciągu jednej minuty poinformował go o swojej decyzji” i nie podał żadnych powodów: „Takiego stylu nie mogę zaakceptować.” Jednocześnie wyraził niezachwianą lojalność wobec papieża Franciszka – „jako katolik, biskup i kardynał, tak jak należy”.
W mediach pojawiły się przypuszczenia, że niewydłużenie jego kadencji mogło mieć związek z wcześniejszymi zarzutami o nieprawidłowości finansowe (na prywatnym koncie Müllera miało się znaleźć 200 tysięcy euro należących do Watykanu, a podczas przeszukania biur kongregacji Müller miał schować 20 tysięcy euro w plastikowych workach). Kardynał Müller stanowczo zaprzeczył tym oskarżeniom, tłumacząc sprawę błędami ze strony księgowych.
Na tym stanowisku zastąpił go abp Luis Francisco Ladaria Ferrer SJ, ówczesny sekretarz kongregacji.

### Późniejsze zadania
W czerwcu 2021 papież Franciszek mianował Müllera na pięcioletnią kadencję członkiem „Supremo Tribunale” Najwyższego Trybunału Sygnatury Apostolskiej.
1 lipca 2024 papież Franciszek promował go do rangi kardynała prezbitera z zachowaniem dotychczasowej diakonii na zasadzie pro hac vice. Brał udział w konklawe 2025, które wybrało papieża Leona XIV.

## Poglądy teologiczne

### Urząd nauczycielski kościoła
Müller przywiązuje szczególną wagę do autorytetu kościelnego urzędu nauczycielskiego oraz do sukcesji apostolskiej. Interpretacja objawionej woli Jezusa Chrystusa, a tym samym formułowanie wiążących zasad wiary Kościoła rzymskokatolickiego, przysługuje – jego zdaniem – wyłącznie nosicielom zwyczajnego i nadzwyczajnego urzędu nauczycielskiego, a więc biskupom, papieżowi oraz soborom powszechnym. W tym duchu Müller podkreśla obowiązujący charakter konstytucji Soboru Watykańskiego II, zwłaszcza Lumen gentium nr 25. Tradycyjne zasady wiary Kościoła mogą być zatem zmieniane jedynie od wewnątrz, przez sam Kościół. Wobec krytyków zajmuje stanowisko ściśle legalistyczne, zarzucając im podważanie nie tylko urzędu nauczycielskiego Kościoła, ale i samego katolicyzmu.

### Wiara i relatywizm
Müller jest ostrym krytykiem relatywizmu. Rzekoma tolerancja „pluralistów religijnych i kościelnych” jest według niego w istocie nietolerancją wobec Boga i wyrazem „arogancji stworzenia”.

### Sprawiedliwość społeczna i teologia wyzwolenia
W latach 1988–2002 Müller każdego lata przez kilka tygodni pracował duszpastersko w różnych krajach Ameryki Południowej, szczególnie w Peru – w okolicach Lares w rejonie Cusco oraz w ubogich dzielnicach Limy.
Krytykował nie tylko warunki życia tamtejszej ubogiej ludności i panujące nierówności społeczne, ale również bierność i brak zaangażowania części miejscowego duchowieństwa. Opowiadał się za teologią wyzwolenia w duchu Gustavo Gutiérreza, której celem powinna być konkretna walka o uwolnienie ludzi od ubóstwa i życia w niegodnych warunkach. Choć dostrzega pewne podobieństwa w terminologii i analizach teologii wyzwolenia i marksizmu, sprzeciwia się ideologicznemu zawłaszczeniu Kościoła przez nurty rewolucyjno-społeczne.
Zgodnie z katolicką nauką społeczną Müller opowiada się za solidarnym, sprawiedliwym i humanitarnym społeczeństwem oraz za zasadą własności zobowiązanej. Popiera ideę państwa opiekuńczego, szczególnie wobec osób starszych i chorych; zauważa jednak, że nadużycia takiego państwa ze strony ubogich się zdarzają. Jego zdaniem należy unikać uogólnień w tej sprawie, ponieważ krytykowanie osób w potrzebie nie przystoi chrześcijanom.

### Ekumenizm
Müller intensywnie zajmuje się dialogiem z kościołami protestanckimi. W teologii Marcina Lutra docenia chrystocentryczne podejście do nauki o usprawiedliwieniu oraz nacisk na podstawowe prawdy wiary. Samą reformację – jako rozłam i rozbicie zachodniego chrześcijaństwa, które określa mianem „rany na Ciele Chrystusa” – uważa za coś, czego Luter nigdy nie zamierzał.
Zasadniczo Müller jest zwolennikiem dialogu ekumenicznego, mającego na celu przezwyciężenie codziennych trudności wynikających z podziału wyznaniowego – np. w małżeństwach mieszanych, zwłaszcza w realiach niemieckich. Jednocześnie zaznacza, że dialog ten musi opierać się na wzajemnym szacunku i równowadze stron; jego zdaniem, strona protestancka bywa zbyt roszczeniowa. Krytykuje też to, że kościoły protestanckie oddaliły się od swoich reformacyjnych korzeni i podążają dziś raczej w stronę oświeceniowego racjonalizmu.
Protestantów, z racji chrztu i wyznania wiary, uważa za „prawdziwych braci i siostry w wierze w Chrystusa”, jednak zauważa, że zasadnicze różnice w kwestiach takich jak eucharystia, święcenia kapłańskie i biskupie czy samo rozumienie Kościoła nie mogą być ignorowane. Prawdziwa wspólnota kościelna (communio ecclesiarum) jest według Müllera możliwa jedynie na warunkach katolickich – nie jako podporządkowanie, ale jako „wspólnota z papieżem”. Wspólna eucharystia mogłaby mieć miejsce dopiero na końcu takiego ekumenicznego procesu; wyjątki w indywidualnych przypadkach jednak powinny być - za zgodą miejscowego biskupa - możliwe .
Znacznie mniej problemów – z uwagi na podobne rozumienie Kościoła jako jednej, niepodzielnej wspólnoty opartej na sukcesji apostolskiej i zawierającej wiążącą naukę – dostrzega w relacjach z prawosławiem, które określa wprost mianem „Kościoła siostrzanego”.

### Dialog międzyreligijny
Stosunki żydowsko-chrześcijańskie Müller określa jako „bardzo pozytywne i tak przyjacielskie, jak nigdy dotąd od 2000 lat”. Antysemityzm – zwłaszcza w kontekście marginalnych nurtów w Kościele katolickim, takich jak Bractwo Kapłańskie św. Piusa X – musi być, jego zdaniem, zwalczany bezkompromisowo. W związku z cofnięciem w 2009 roku ekskomuniki biskupa Bractwa Piusa X i skazanego negacjonisty Holokaustu Richarda Williamsona, Müller bronił papieża Benedykta XVI przed krytyką ze strony Centralnej Rady Żydów w Niemczech, choć przyznał, że „sprawa z Williamsonem została niefortunnie rozegrana”.
Uważa, że Islam jako religia w Europie nie może być traktowana tak samo jak religie chrześcijańskie, ponieważ opiera się na innych podstawach historycznych, prawnych i społecznych. Podkreśla przy tym znaczenie chrześcijańskiego systemu wartości dla Europy.

### Święcenia kapłańskie dla mężczyzn żyjących w związku małżeńskim
Podczas pracy jako profesor teologii w Monachium, Müller w 1992 roku – odnosząc się do projektu duszpasterskiego w Peru, który realizował w 1988 roku – opowiedział się za dopuszczeniem mężczyzn żyjących w związku małżeńskim do święceń kapłańskich: „Należałoby stworzyć możliwość, by w wielu trudno dostępnych wspólnotach lub wielkich parafiach miejskich udzielać święceń kapłańskich ojcom rodzin, którzy są religijnie ugruntowani i teologicznie wykształceni, aby mogli na miejscu sprawować podstawowe funkcje duszpasterskie i liturgiczne.”
Müller wyobraża sobie zespoły duszpasterskie składające się zarówno z kapłanów celibatariuszy, jak i żyjących w związku małżeńskim, i stwierdza: „Taka nowa koncepcja nie byłaby sprzeczna z tradycją Kościoła. Wierność tradycji nie oznacza bowiem, że Kościół jest w każdym przypadku związany jedynie z przeszłością, lecz przede wszystkim z przyszłością, w której musi wciąż na nowo wypełniać swoją niezmienną misję służby zbawieniu.”

## Kontrowersje
Wypowiedzi Müllera na tematy polityczne i problemy wewnątrz Kościoła - zwłaszcza w Niemczech - często są przedmiotem medialnych dyskusji, przez co Müller uchodzi za wpływową postać w niemieckiej debacie publicznej.

### Stosunek do skrajnej prawicy
Müller jako biskup Ratyzbony wielokrotnie protestował przeciwko skrajnej prawicy i publicznie opowiadał się za delegalizacją Narodowo-Demokratycznej Partii Niemiec (NPD). W czerwcu 2006 roku poprowadził w tej sprawie marsz protestacyjny w Ratyzbonie i podkreślił swoje stanowisko w kazaniu noworocznym z 2007 roku.
W styczniu 2007 znalazł się w gronie pierwszych sygnatariuszy ogólnokrajowej kampanii na rzecz zakazu działalności NPD, zainicjowanej przez ocalałych z Holokaustu. W styczniu 2009 roku zakazał wstępu do wszystkich kościołów i instytucji diecezjalnych Richardowi Williamsonowi, ówczesnemu biskupowi Bractwa św. Piusa X.
W październiku tego samego roku Müller wezwał władze miasta Ratyzbony do zakazania planowanego marszu neonazistów, oświadczając: „Demonstracje wymierzone w powszechnie uznane prawa człowieka nie powinny być, moim zdaniem, dopuszczalne.”
Po tym jak w pierwszym kwartale 2024 roku w wielu miejscach w Niemczech odbyły się popierane przez Konferencję Episkopatu Niemiec protesty przeciwko skrajnej prawicy, kardynał Müller skrytykował niemieckich biskupów na łamach Die Tagespost, stwierdzając: „Tak, tego oportunizmu nie sposób nie zauważyć.” Wyraził zdziwienie, że zabrakło bardziej zniuansowanego stanowiska – jego zdaniem biskupi uznali najwyraźniej, że „zawsze tylko obrywali i teraz wreszcie mogą stanąć po właściwej stronie, pozwalając się pieścić łagodnym wiatrem w plecy”.
Odniósł się także do dokumentu Konferencji Episkopatu Niemiec, w którym stwierdzono że "nacjonalistyczno-monoetniczna wizja świata promowana przez Alternatywę Dla Niemiec (AfD) jest nie do pogodzenia z chrześcijańskim obrazem człowieka", podkreślając, że Kościół powinien być ostrożny i nie „wtrącać się w walkę partyjną z nauczycielskim i moralnym autorytetem”, ani nie „występować jako pomocnik wyborczy koalicji rządzącej (‘Ampel’)”, lecz zachować „proroczy dystans wobec władzy świeckiej”.
Müller zaznaczył, że niemieccy obywatele są świadomi i dojrzali; Kościół może – jego zdaniem – przedstawiać duchowe i moralne kryteria dotyczące wyborów, wynikające z chrześcijańskiej antropologii, np. w kwestii aborcji, która – jak to ujął – stanowi „krwawą wojnę przeciwko niewinnym ludziom, powierzonym przez Boga miłości ich matek w chronionej przestrzeni ich ciała”.
Rzecznik Konferencji Episkopatu Niemiec, Matthias Kopp, odrzucił zarzuty Müllera. Podkreślił, że biskupi realizują swoją odpowiedzialność społeczną, jednak w żaden sposób nie występują jako stronnicy obecnego rządu; taka interpretacja jest – jak zaznaczył – absurdalna.

### Postawa wobec nadużyć seksualnych w Kościele katolickim
W związku z doniesieniami o przypadkach wykorzystywania seksualnego osób nieletnich w instytucjach katolickich, Müller zarzucił mediom podczas kazania 20 marca 2010 roku prowadzenie „kampanii antykościelnej”, która – jak stwierdził – przypomina mu wrogość wobec Kościoła z czasów nazizmu. Jednocześnie wezwał wiernych do wierności Kościołowi, „tak jak byli mu wierni katolicy i katoliczki także w tamtych czasach”. Te wypowiedzi – nieujęte w jednocześnie ogłoszonym „Liście pasterskim na temat aktualnej sytuacji” – spotkały się z ostrą krytyką, m.in. ze strony Centralnej Rady Żydów w Niemczech, która zarzuciła mu fałszowanie historii, a także z kręgów politycznych, gdzie pojawiły się nawet żądania jego dymisji.
Zarzuca mu się również, że przez pięć lat hamował wyjaśnienie przypadków nadużyć w chórze katedralnym Regensburger Domspatzen. Prawnik Ulrich Weber, odpowiedzialny za zbadanie sprawy, ostro skrytykował Müllera w swoim raporcie końcowym z 18 lipca 2017 roku, zarzucając mu „wyraźną odpowiedzialność za strategiczne, organizacyjne i komunikacyjne braki” w procesie rozliczeniowym, który to sam Müller zainicjował w 2012 roku. Rzecznik ds. ofiar nadużyć seksualnych przy rządzie federalnym, Johannes-Wilhelm Rörig, zażądał od Müllera przeprosin. Müller natomiast zażądał przeprosin od Röriga, zarzucając mu „rozpowszechnianie fałszywych informacji”. Rörig odrzucił te żądania i stwierdził, że jest mu „szczególnie przykro wobec ofiar przemocy w chórze Regensburger Domspatzen, że kardynał Müller po raz kolejny nie potrafił zareagować empatycznie i ze współczuciem”. Zabrakło, jego zdaniem, sygnału uznania i szacunku wobec osób poszkodowanych, dzięki którym proces rozliczenia w ogóle mógł się rozpocząć i nabrać pozytywnego kierunku.
Na początku 2022 roku Müller stanął w obronie emerytowanego papieża Benedykta XVI po tym, jak raport dotyczący nadużyć seksualnych w archidiecezji Monachium i Freisingu poważnie obciążył Josepha Ratzingera. Müller stwierdził, że co prawda nie czytał raportu, ale jest dla niego oczywiste, że „ówczesny arcybiskup Ratzinger nie postąpił świadomie w sposób niewłaściwy”. Jego zdaniem krytyka Benedykta wynika z tego, że w Niemczech i innych krajach istnieje „zainteresowanie zaszkodzeniem Josephowi Ratzingerowi”, ponieważ prezentuje on ortodoksyjną linię, podczas gdy wielu w Niemczech opowiada się za linią bardziej progresywną.

### Porównanie Drogi Synodalnej do ustawy o pełnomocnictwach z 1933 roku
W reakcji na pierwsze zgromadzenie Drogi Synodalnej Kościoła rzymskokatolickiego w Niemczech pod koniec stycznia 2020 roku, kardynał Müller posunął się do skrajnego porównania, zestawiając procedurę obrad zgromadzenia konstytutywnego z przyjętą w Niemczech w 1933 tzw. ustawą o pełnomocnictwach, która umożliwiła rządowi Adolfa Hitlera i NSDAP uchwalanie ustaw bez zgody parlamentu i prezydenta Rzeszy, co spotkało się z ostrą krytyką ze strony przedstawicieli niemieckiego episkopatu, a także powszechną krytyką w niemieckich mediach.

### Przeciwnik papieża Franciszka
Müller był często nazywany „skrajnie konserwatywnym krytykiem papieża Franciszka” i zaliczany do jego najbardziej znanych oponentów – obok, byłego nuncjusza apostolskiego w USA, ekskomunikowanego w 2024 arcybiskupa Carlo Marii Viganò i kardynała kurii Roberta Saraha. Środowisko Müllera i Saraha posiada – według analityków – "znaczne wpływy i wsparcie polityczne", sięgające od Donalda Trumpa (którego Müller w styczniu 2025 na łamach Corriere della Sera chwalił w porównaniu do Joe Bidena i z którym, podobnie jak z J.D. Vance’em, kilkukrotnie spotkał się osobiście) po Viktora Orbána.
Müller regularnie udostępnia ekskluzywne treści skrajnie konserwatywnemu, antyfranciszkowemu portalowi LifeSiteNews i wyraża zgodę na ich wtórne publikacje.
Trzy dni po śmierci papieża Franciszka, w końcu kwietnia 2025 roku, Müller udzielił wywiadu włoskiemu dziennikowi La Repubblica, w którym stwierdził, że „zakończył się pewien rozdział historii Kościoła”. Podkreślił, że zaangażowanie Franciszka na rzecz migrantów, ubogich i przezwyciężania podziałów spotkało się z „powszechnym uznaniem”, ale jednocześnie zarzucił mu, że bywał „nieco dwuznaczny”. Dla kontrastu wskazał na pontyfikat Benedykta XVI, w którym – jego zdaniem – panowała „doskonała klarowność teologiczna”. Dodał, że każdy papież ma „własne charyzmaty i zdolności”, a Franciszek posiadał je „raczej w sferze społecznej”. Zapytany o przyszłego papieża, Müller zaznaczył, że nie jest on „następcą swojego poprzednika, lecz następcą Piotra”. Przypomniał również, że Kościół katolicki jest „mistycznym Ciałem Chrystusa, a nie międzynarodową organizacją humanitarną i społeczną”.

### Publiczne poparcie dla teorii spiskowych wokół pandemii COVID-19
Müller znalazł się wśród sygnatariuszy kontrowersyjnego apelu z 8 maja 2020 roku autorstwa arcybiskupa Carla Marii Viganò, zatytułowanego Veritas liberabit vos! („Prawda was wyzwoli”, J 8,32). Tekst ten, według oficjalnego portalu Konferencji episkopatu Niemiec katholisch.de, stanowi „konglomerat teorii spiskowych i pseudonauki”. Apel głosił, że pod pretekstem pandemii COVID-19 dochodzi do „nieproporcjonalnego i nieuzasadnionego ograniczania praw i wolności obywatelskich” oraz ostrzegał przed „technokratyczną tyranią”, „światowym rządem” i „manipulacją przez anonimowe elity”. Krytykował też media za „alarmizm” i sugerował, że pandemia mogła zostać wykorzystana przez „obce siły” do przejęcia kontroli nad społeczeństwem, wspominając przy tym o rzekomej groźbie „przymusowych szczepień” oraz wpływach przemysłu farmaceutycznego.
W grudniu 2021 roku kardynał Gerhard Ludwig Müller w rozmowie z austriackim konserwatywnym Instytutem św. Bonifacego stwierdził, że „ludzie będący u szczytu swojego bogactwa” widzą w działaniach podejmowanych w związku z pandemią COVID-19 szansę na „realizację własnej agendy”. Mówił o „chaosie”, który miałby być efektem celowego dążenia do „zunifikowania ludzi, podporządkowania ich totalnej kontroli i ustanowienia totalitarnego świata rządzonego przez garstkę elit”. Dodał, że nie chciałby być „stworzony i zbawiony na obraz i podobieństwo […] Klausa Schwaba, Billa Gatesa i George’a Sorosa”. Eksperci zakwalifikowali te wypowiedzi jako „w dużej mierze oparte na teoriach spiskowych”. Zwracano uwagę, że przywołanie nazwiska George’a Sorosa – znanego żydowskiego finansisty – może być odczytane jako użycie antysemickiego szyfru, a użycie przez Müller w swojej wypowiedzi terminu „Gleichschaltung” (nawiązującego do praktyk nazistowskich) jako niebezpieczne relatywizowanie historii III Rzeszy.
Wypowiedzi Müllera wywołały szeroką krytykę także wśród polityków. Josef Schuster, prezydent Centralnej Rady Żydów w Niemczech, uznał jego słowa za „wyraźne użycie antysemickich kodów”, określając je jako „nieodpowiedzialne i nieakceptowalne” w kontekście napiętej sytuacji społecznej.
Müller bronił się, pisząc w e-mailu do agencji DPA, że odrzuca logikę, według której „krytyka elit finansowych automatycznie czyni kogoś podejrzanym”, i ponownie mówił o „nieuprawnionym wpływie superbogatych elit” w różnych państwach. Na portalu kath.net nazwał oskarżenia wobec siebie „tanim propagandowym trikiem” i podkreślił, że ostrzegał przed „globalistycznym 'Nowym Porządkiem Świata bez Boga'" już na długo przed pandemią, dodając że „agenci tego projektu sami otwarcie uznali pandemię za okazję do szybszego wdrożenia tzw. Wielkiego Resetu."
Podczas teologicznego kolokwium na zamku Thurn und Taxis w Ratyzbonie odniósł się też do zarzutu używania antysemickich szyfrów, mówiąc że "ludzie, którzy nawet nie potrafią otworzyć Biblii hebrajskiej, nie mówiąc już o przeczytaniu czy zrozumieniu choć jednego zdania, zarzucają następnie profesorowi teologii antysemityzm, choć sami nie mają pojęcia o judaizmie ani tym bardziej o Starym Testamencie.”

### Wypowiedzi w sprawach związanych z Polską
W 2018 ostro skrytykował głośny w Polsce film Kler, mówiąc: "Ten film to część strategii przemyślanej propagandy przeciwko Polsce. Tak jak kiedyś magnaci zdradzili Polskę z pomocą rosyjskich i pruskich pieniędzy. Tak teraz są tacy, którzy chcą zniszczyć tożsamość przez wzbudzenie nieufności, podzielnie na grupy ideologiczne. Przypomina mi to czasy hitlerowskie w mojej ojczyźnie, gdy naziści też budowali kampanie nienawiści, opierając się na fałszywych stereotypach."
W sierpniu 2021 roku skrytykował w wywiadzie dla polskiego tygodnika Do Rzeczy decyzję sądu rejonowego w Kolonii, który wydał nakaz karny wobec polskiego duchownego Dariusza Oko za podżeganie do nienawiści. Oko w artykule opublikowanym w katolickim czasopiśmie Theologisches użył obraźliwego języka wobec osób homoseksualnych. Müller, broniąc księdza Oko, porównał decyzję niemieckiego sądu do działań „pewnego prawnika”, który jako Generalny Gubernator Polski wysłał całą profesurę krakowską do obozu koncentracyjnego, odnosząc się w ten sposób do Hansa Franka.

## Doktoraty honoris causa
- 14 września 2004 Katolickiego Uniwersytetu Lubelskiego – rec. dorobku naukowego – ks. prof. Krzysztof Góźdź[50]
- 9 stycznia 2007 Uniwersytetu Kardynała Stefana Wyszyńskiego w Warszawie;
- 24 września 2008 Papieskiego Uniwersytetu Katolickiego w Peru[51];
- 13 listopada 2015 Papieskiego Wydziału Teologicznego we Wrocławiu – rec. dorobku naukowego – o. prof. Kazimierz Lubowicki OMI[52];
- 16 października 2017 Uniwersytetu Papieskiego Jana Pawła II w Krakowie[53].

## Publikacje
Autor ponad 500 publikacji naukowych. W języku polskim ukazały się następujące książki: 
- Chrystologia. Nauka o Jezusie Chrystusie, Kraków 1998.
- Msza święta. Źródło chrześcijańskiego życia, Lublin 2007.
- Ubóstwo, Lublin 2014.
- Nadzieja rodziny rozmowa z Carlosem Granadosem, Kraków 2014.
- Dogmatyka katolicka, Kraków 2015.
- Benedykt XVI i Papież Franciszek. Ich posługa w sukcesji Piotrowej. Dziesięć lat Papieża Benedykta XVI, Warszawa 2015.
- Traktat o łasce, Elbląg 2015.
- Papież. Posłannictwo i misja, Kraków 2017.
- Raport o stanie nadziei rozmowa z Carlosem Granadosem, Warszawa 2017.
- Chrystus jest zawsze nowoczesny. O Kościele, Zbawieniu, historii i współczesności z Kardynałem Gerhardem L. Müllerem rozmawia Paweł Lisicki, Łomża 2018.
- Drogowskazy na dzisiaj, Kraków 2018.
- Listy o kapłaństwie, Kraków 2019.
- Wiara w Boga we współczesnym świecie, Lublin 2020.
- Prawda. Raport o stanie Kościoła wywiad Martina Lohmanna z kard. Gerhardem L. Müllerem, Kraków 2021.
- Jedność wiary. Odpowiedzialność Rzymu za Kościół powszechny, Kraków 2022.
- Cud nieśmiertelności. Co będzie po życiu ziemskim?, Kraków 2023.
- W dobrej wierze. Co będzie z Kościołem w XXI wieku?, Kraków 2023.
- Katolicki, czyli jaki? Prawdziwa i fałszywa reforma, Tarnów 2024.
- Na drodze ku Chrystusowi. Kardynał Gerhard Müller w rozmowie z księdzem Leszkiem Slipkiem, Kraków 2024.

## Manifest wiary
W lutym 2019 r. ogłosił „Manifest Wiary” w związku z szerzącym się zamieszaniem w nauczaniu wiary.